# Рошано (Пескара)
Рошано (итал. Rosciano) је насеље у Италији у округу Пескара, региону Абруцо.
Према процени из 2011. у насељу је живело 620 становника. Насеље се налази на надморској висини од 246 м.

## Становништво
Према резултатима пописа становништва 2011. у општини је живело 3.663 становника.
| 1931. | 1936. | 1951. | 1961. | 1971. | 1981. | 1991. | 2001. | 2011. |
| ----- | ----- | ----- | ----- | ----- | ----- | ----- | ----- | ----- |
| 3.710 | 3.769 | 3.936 | 3.216 | 2.866 | 2.872 | 3.030 | 3.095 | 3.663 |